# Tylos latreillei
Tylos latreillei är en kräftdjursart som beskrevs av Jean Victor Audouin 1826. Tylos latreillei ingår i släktet Tylos och familjen Tylidae. Inga underarter finns listade i Catalogue of Life.